# Billet de 5 000 francs Union française
Pour les articles homonymes, voir 5 000 francs.
Recto
Verso
Chronologie
5 000 francs Victoire 5 000 francs Terre et Mer
Le 5 000 francs Union française est un billet de banque en francs français créé le 5 mars 1942 par la Banque de France et émis le 4 juin 1945. Il fait suite au 5 000 francs Victoire et au 5 000 francs Flameng. Il sera remplacé par le 5 000 francs Terre et Mer.

## Historique
C'est ici le seul billet destiné à la métropole dont la thématique soit l'Empire colonial français, et ce, de façon aussi affirmée. Le surnom du billet est parfois « 5000 francs Empire français » mais l'Union française, bien que votée constitutionnellement en 1946, restait un concept élaboré dès 1944 par le général de Gaulle qui prit une part active aux décisions de réformes monétaires entreprises sous l'égide de la Banque de France par le biais de l'ordonnance du 4 juin 1945. 
Ce jour-là, eut lieu le plus gros échange de billets jamais enregistré en France : toutes les coupures d'un montant supérieur à 50 francs devaient être échangées contre du numéraire et des billets de 300 et 5 000 francs, deux coupures qui avaient été stockées dans les réserves de la Banque. Les autres coupures étant privées ce jour-là de cours légal, le Gouvernement espérait ainsi moraliser le contexte économique tout en réorganisant l'émission des billets. Mais c'est le contraire qui arriva : en 1946 et 1947, le marché noir fit florès. C'est ainsi que le gouvernement décida par surprise de priver de son cours légal ce billet le 29 janvier 1948.
Ce billet polychrome fut imprimé en taille-douce d'abord en 1942 puis de 1944 à 1946 : 99 millions de billets furent diffusés sur le territoire à partir de juin 1945.
Il est retiré de la circulation à partir du 31 janvier 1948.

## Description
La vignette fut conçue d'après l’œuvre du peintre Clément Serveau, la gravure étant exécutée par Camille Beltrand, Jules Piel et Rita Dreyfus.
D'un grand équilibre polychrome au recto, les tons dominants tirent vers le bleu au verso.
Au recto : au centre, évoquant les colonies, une jeune femme symbolisant la France (regard de face) entourée d’un Soudanais, d'un Annamite et d'un Berbère, tournés vers la gauche, le tout sur fond de quatre drapeaux tricolores, le tout encadré d'une guirlande de fleurs multicolores.
Au verso : on retrouve au centre la France en jeune femme cette fois sur fond de fruits et de légumes dans un ton pastel orangé, et, de chaque côté, un paysage de ville maritime dont l'un évoque l'Indochine, l'autre l'Algérie.
Le premier filigrane montre deux têtes de femmes de type asiatique, de profil, et l'autre, une tête de femme de type européen.
Les dimensions sont de 208 × 115 mm.